# Чемпіонат світу з футболу 2010 (кваліфікаційний раунд, УЄФА, група 6)
| М  | Команда   | І  | В | Н | П  | МЗ | МП | РМ  | О  |
| -- | --------- | -- | - | - | -- | -- | -- | --- | -- |
| 1. | Англія    | 10 | 9 | 0 | 1  | 34 | 6  | +28 | 27 |
| 2. | Україна   | 10 | 6 | 3 | 1  | 21 | 6  | +15 | 21 |
| 3. | Хорватія  | 10 | 6 | 2 | 2  | 19 | 13 | +6  | 20 |
| 4. | Білорусь  | 10 | 4 | 1 | 5  | 19 | 14 | +5  | 13 |
| 5. | Казахстан | 10 | 2 | 0 | 8  | 11 | 29 | −18 | 6  |
| 6. | Андорра   | 10 | 0 | 0 | 10 | 3  | 39 | −36 | 0  |

|           | Андорра | Білорусь | Хорватія | Англія | Казахстан | Україна |
| --------- | ------- | -------- | -------- | ------ | --------- | ------- |
| Андорра   | —       | 1 : 3    | 0 : 2    | 0 : 2  | 1 : 3     | 0 : 6   |
| Білорусь  | 5 : 1   | —        | 1 : 3    | 1 : 3  | 4 : 0     | 0 : 0   |
| Хорватія  | 4 : 0   | 1 : 0    | —        | 1 : 4  | 3 : 0     | 2 : 2   |
| Англія    | 6 : 0   | 3 : 0    | 5 : 1    | —      | 5 : 1     | 2 : 1   |
| Казахстан | 3 : 0   | 1 : 5    | 1 : 2    | 0 : 4  | —         | 1 : 3   |
| Україна   | 5 : 0   | 1 : 0    | 0 : 0    | 1 : 0  | 2 : 1     | —       |

## Результати
| 20.08.2008 21:00 UTC+6 |

| Казахстан                     | 3 — 0    | Андорра |
| ----------------------------- | -------- | ------- |
| Остапенко 14' 30' Узденов 45' | Протокол |         |

| Центральний стадіон Алмати, Алмати Глядачів: 7,700 Арбітр: Вячеслав Банарі (Молдова) |

| 06.09.2008 20:00 UTC+3 |

| Україна               | 1 — 0    | Білорусь |
| --------------------- | -------- | -------- |
| Шевченко 90+4' (пен.) | Протокол |          |

| Стадіон «Україна», Львів Глядачів: 24,000 Арбітр: Нікола Ріццолі (Італія) |

| 06.09.2008 20:00 UTC+2 |

| Андорра | 0 — 2    | Англія           |
| ------- | -------- | ---------------- |
|         | Протокол | Джо Коул 49' 55' |

| Олімпійський стадіон ім. Люїса Кумпаньша, Барселона Арбітр: Джюнейт Чакир (Туреччина) |

| 06.09.2008 20:15 UTC+2 |

| Хорватія                        | 3 — 0    | Казахстан |
| ------------------------------- | -------- | --------- |
| Ковач 13' Модріч 36' Петріч 79' | Протокол |           |

| Максимір, Загреб Арбітр: Стефан Йоганнесон (Швеція) |

| 10.09.2008 22:00 UTC+6 |

| Казахстан     | 1 — 3    | Україна                        |
| ------------- | -------- | ------------------------------ |
| Остапенко 70' | Протокол | Назаренко 45' 80' Шевченко 53' |

| Центральний стадіон Алмати, Алмати Глядачів: 17,000 Арбітр: Фелікс Брих (Німеччина) |

| 10.09.2008 19:00 UTC+2 |

| Андорра   | 1 — 3    | Білорусь                                      |
| --------- | -------- | --------------------------------------------- |
| Пужол 66' | Протокол | Верховцов 36' Родіонов 78' В'ячеслав Глєб 89' |

| Комуналь д'Андорра-ла-Велья, Андорра-ла-Велья Арбітр: Саймон Еванс (Уельс) |

| 10.09.2008 21:00 UTC+2 |

| Хорватія      | 1 — 4    | Англія                       |
| ------------- | -------- | ---------------------------- |
| Манджукіч 78' | Протокол | Волкотт 26' 59' 82' Руні 63' |

| Максимір, Загреб Глядачів: 35,218 Арбітр: Любош Міхел (Словаччина) |

| 11.10.2008 17:15 UTC+1 |

| Англія                                             | 5 — 1    | Казахстан  |
| -------------------------------------------------- | -------- | ---------- |
| Фердінанд 52' Кучма 64' (аг) Руні 76' 86' Дефо 90' | Протокол | Кукеєв 68' |

| Вемблі, Лондон Глядачів: 89,107 Арбітр: Пауль Аллертс (Бельгія) |

| 11.10.2008 20:00 UTC+3 |

| Україна | 0 — 0    | Хорватія |
| ------- | -------- | -------- |
|         | Протокол |          |

| Стадіон «Металіст», Харків Глядачів: 38,500 Арбітр: Ерік Брамгар (Нідерланди) |

| 15.10.2008 20:15 UTC+2 |

| Хорватія                                   | 4 — 0    | Андорра |
| ------------------------------------------ | -------- | ------- |
| Ракітіч 16' 87' (пен.) Оліч 32' Модріч 75' | Протокол |         |

| Максимір, Загреб Глядачів: 14,441 Арбітр: Іштван Вад (Угощина) |

| 15.10.2008 21:30 UTC+3 |

| Білорусь  | 1 — 3    | Англія                    |
| --------- | -------- | ------------------------- |
| Ситко 28' | Протокол | Джеррард 11' Руні 50' 74' |

| Динамо, Мінськ Глядачів: 29,600 Арбітр: Терьє Хауге (Норвегія) |

| 01.04.2009 20:02 UTC+1 |

| Англія              | 2 - 1    | Україна      |
| ------------------- | -------- | ------------ |
| Крауч 29' Террі 85' | Протокол | Шевченко 74' |

| Вемблі, Лондон Глядачів: 87,548 Арбітр: Клаус Бо Ларсен (Данія) |

| 01.04.2009 20:30 UTC+1 |

| Андорра | 0 - 2    | Хорватія                 |
| ------- | -------- | ------------------------ |
|         | Протокол | Класніч 15' Да Сілва 36' |

| Комуналь д'Андорра-ла-Велья, Андорра-ла-Велья Арбітр: Леонтіос Тратту (Кіпр) |

| 01.04.2009 20:30 UTC+6 |

| Казахстан   | 1 - 5    | Білорусь                                           |
| ----------- | -------- | -------------------------------------------------- |
| Абдулін 10' | Протокол | Глєб 48' Калачов 54, 64' Стасевич 57' Родіонов 88' |

| Центральний Стадіон Алмати, Алмати Арбітр: Жирі Жеч (Чехія) |

| 06.06.2009 21:00 UTC+6 |

| Казахстан | 0 - 4    | Англія                                            |
| --------- | -------- | ------------------------------------------------- |
|           | Протокол | Баррі 40' Хескі 45+1' Руні 72' Лемпард 77' (пен.) |

| Центральний Стадіон Алмати, Алмати Арбітр: Крістін Якобсон (Ісландія) |

| 06.06.2009 20:15 UTC+2 |

| Хорватія             | 2 - 2    | Україна              |
| -------------------- | -------- | -------------------- |
| Петріч 2' Модріч 68' | Протокол | Шевченко 13' Гай 54' |

| Максимір, Загреб Глядачів: 35,000 Арбітр: Терьє Хауге (Норвегія) |

| 06.06.2009 19:00 UTC+3 |

| Білорусь                                       | 5 - 1    | Андорра           |
| ---------------------------------------------- | -------- | ----------------- |
| Близнюк 1, 76' Калачьов 44' Корніленко 59, 65' | Протокол | Ліма 90+3' (пен.) |

| Нєман, Мінськ Арбітр: Роберт Краньїч (Словенія) |

| 10.06.2009 20:15 UTC+1 |

| Англія                                         | 6 - 0    | Андорра |
| ---------------------------------------------- | -------- | ------- |
| Руні 4, 39' Лемпард 29' Дефо 73, 75' Крауч 80' | Протокол |         |

| Вемблі, Лондон Арбітр: Бас Нейхейс (Нідерланди) |

| 10.06.2009 20:00 UTC+3 |

| Україна           | 2 - 1    | Казахстан     |
| ----------------- | -------- | ------------- |
| Назаренко 32, 47' | Протокол | Нусербаєв 18' |

| Стадіон «Динамо» ім. В.В. Лобановського Арбітр: Бруно Пайхао (Португалія) |

| 19.08.2009 21:15 UTC+3 |

| Білорусь      | 1 - 3    | Хорватія                  |
| ------------- | -------- | ------------------------- |
| Вєрховцов 81' | Протокол | Оліч 22, 83' Да Сілва 69' |

| Динамо, Мінськ Арбітр: Фелікс Брих (Німеччина) |

| 05.09.2009 21:15 UTC+3 |

| Україна                                                                                | 5 - 0    | Андорра |
| -------------------------------------------------------------------------------------- | -------- | ------- |
| Ярмоленко 18' Мілевський 45+2, 90+2' (пен.) Шевченко 72' (пен.) Селезньов 90+4' (пен.) | Протокол |         |

| Стадіон «Динамо» ім. В.В. Лобановського Арбітр: Андрес Сіпайло (Латвія) |

| 05.09.2009 20:30 UTC+2 |

| Хорватія    | 1 - 0    | Білорусь |
| ----------- | -------- | -------- |
| Ракітіч 24' | Протокол |          |

| Максимір, Загреб Арбітр: Конрад Плауц (Австрія) |

| 09.09.2009 20:00 UTC+1 |

| Англія                                        | 5 - 1    | Хорватія     |
| --------------------------------------------- | -------- | ------------ |
| Лемпард 7' (п., 59) Джеррард 18, 67' Руні 77' | Протокол | Да Сілва 71' |

| Вемблі, Лондон Арбітр: Альберто Ундіано Мальєнко (Іспанія) |

| 09.09.2009 20:00 UTC+3 |

| Білорусь | 0 - 0    | Україна |
| -------- | -------- | ------- |
|          | Протокол |         |

| Динамо, Мінськ Арбітр: Віктор Кассаі (Угорщина) |

| 09.09.2009 20:00 UTC+1 |

| Андорра    | 1 - 3    | Казахстан                      |
| ---------- | -------- | ------------------------------ |
| Сонеже 70' | Протокол | Хижниченко 14, 35' Балтиєв 29' |

| Комуналь д'Андорра-ла-Велья, Андорра-ла-Велья Арбітр: Альберт Тоусент (Люксембург) |

| 10.10.2009 19:15 UTC+3 |

| Україна       | 1 — 0    | Англія |
| ------------- | -------- | ------ |
| Назаренко 30' | Протокол |        |

| «Арена Дніпро», Дніпропетровськ Глядачів: 32,002 Арбітр: Дамір Скоміна (Словенія) |

| 10.10.2009 18:00 UTC+3 |

| Білорусь                                    | 4 - 0    | Казахстан |
| ------------------------------------------- | -------- | --------- |
| Бордачьов 23' Калачьов 69, 90+2' Ковель 86' | Протокол |           |

| Динамо, Мінськ Глядачів: 9,530 Арбітр: Саід Еньюмі (Франція) |

| 14.10.2009 20:00 UTC+0 |

| Англія                        | 3 - 0    | Білорусь |
| ----------------------------- | -------- | -------- |
| Крауч 4, 76' Райт-Філліпс 60' | Протокол |          |

| Вемблі (стадіон), Лондон Глядачів: 76,897 Арбітр: Люсіліо Кардосо Батіста (Португалія) |

| 14.10.2009 21:30 UTC+6 |

| Казахстан      | 1 - 2    | Хорватія                   |
| -------------- | -------- | -------------------------- |
| Хижниченко 26' | Протокол | Вукоевич 10' Кранчар 90+3' |

| Центральний Стадіон Алмати, Алмати Глядачів: 10,250 Арбітр: Клаудіо Кірчетта (Швейцарія) |

| 14.10.2009 17:30 UTC+0 |

| Андорра | 0 - 6    | Україна                                                                        |
| ------- | -------- | ------------------------------------------------------------------------------ |
|         | Протокол | Шевченко 22' Гусєв 62' Ліма 70' (аг) Ракицький 80' Селезньов 81' Ярмоленко 83' |

| Комуналь д'Андорра-ла-Велья, Андорра-ла-Велья Глядачів: 820 Арбітр: Крейг Томсон (Шотландія) |